# Rhamnus

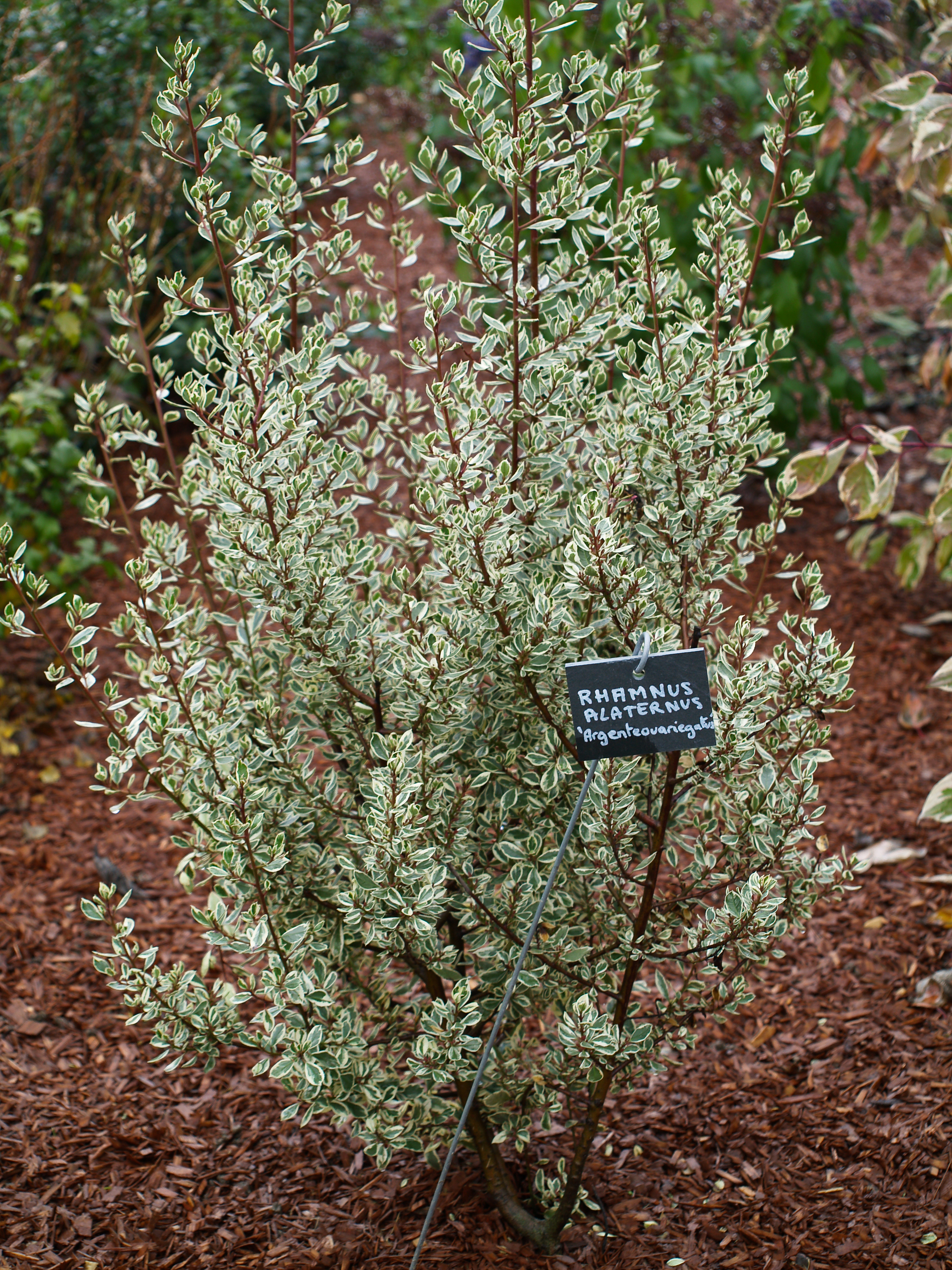
Rhamnus alaternus 'argenteovariegata

Rhamnus L., 1753 è un genere di piante della famiglia Rhamnaceae, che include oltre 130 specie.

## Descrizione
Le piante di questo genere possono essere cespugli o piccoli alberi alti da 1 a 10 m, molto più raramente fino a 15 m.
Le specie di piante di questo genere possono essere sia decidue sia sempreverdi. 
Le foglie sono semplici, lunghe da 3 a 15 cm e disposte o alternate o a coppie opposte.
Un carattere distintivo di molte piante di questo genere è la maniera in cui le venature della foglia curvano verso l'alto in direzione della punta della foglia.
I frutti sono bacche di colore blu scuro. 
Il nome inglese buckthorn è dato dalle spine legnose presenti in molte specie alla fine di ogni ramo.
Queste piante sono utilizzate come piante nutrici dalle larve di alcune specie di Lepidoptera.

## Distribuzione e habitat
Queste piante sono native delle aree temperate e subtropicali dell'emisfero boreale, oltre ad alcune aree subtropicali limitate dell'emisfero australe, in certe zone dell'Africa e del Sud America. Alcune specie, al di fuori dei loro areali naturali, diventano specie invasive.

## Tassonomia
Il genere Rhamnus include le seguenti specie:
- Rhamnus alaternus L.
- Rhamnus alnifolia L'Hér.
- Rhamnus alpina L.
- Rhamnus arguta Maxim.
- Rhamnus arnottiana Gardner ex Thwaites
- Rhamnus aurea Heppeler
- Rhamnus baldschuanica Grubov
- Rhamnus × bermejoi P.Fraga & Rosselló
- Rhamnus biglandulosa Sessé & Moc.
- Rhamnus bodinieri H.Lév.
- Rhamnus brachypoda C.Y.Wu
- Rhamnus bungeana J.J.Vassil.
- Rhamnus calderoniae R.Fern.
- Rhamnus cathartica L.
- Rhamnus collettii Bhandari & Bhansali
- Rhamnus cordata Medw.
- Rhamnus coriophylla Hand.-Mazz.
- Rhamnus cornifolia Boiss. & Hohen.
- Rhamnus costata Maxim.
- Rhamnus crenulata Aiton
- Rhamnus crocea Nutt.
- Rhamnus dalianensis S.Y.Li & Z.H.Ning
- Rhamnus daliensis G.S.Fan & L.L.Deng
- Rhamnus darii Govaerts
- Rhamnus davurica Pall.
- Rhamnus depressa Grubov
- Rhamnus diffusa Clos
- Rhamnus disperma Ehrenb. ex Boiss.
- Rhamnus dolichophylla Gontsch.
- Rhamnus dumetorum C.K.Schneid.
- Rhamnus erythroxyloides Hoffmanns.
- Rhamnus erythroxylum Pall.
- Rhamnus esquirolii H.Lév.
- Rhamnus fallax Boiss.
- Rhamnus flavescens Y.L.Chen & P.K.Chou
- Rhamnus formosana Matsum.
- Rhamnus fulvotincta F.P.Metcalf
- Rhamnus × gayeri Kárpáti ex Soó
- Rhamnus gilgiana Heppeler
- Rhamnus glandulosa Aiton
- Rhamnus glaucophylla Sommier
- Rhamnus globosa Bunge
- Rhamnus grandiflora C.Y.Wu
- Rhamnus grubovii I.M.Turner
- Rhamnus hainanensis Merr. & Chun
- Rhamnus hemsleyana C.K.Schneid.
- Rhamnus heterophylla Oliv.
- Rhamnus hirtella Boiss.
- Rhamnus hupehensis C.K.Schneid.
- Rhamnus imeretina J.R.Booth ex G.Kirchn.
- Rhamnus infectoria L.
- Rhamnus integrifolia DC.
- Rhamnus × intermedia Steud. & Hochst.
- Rhamnus ishidae Miyabe & Kudô
- Rhamnus iteinophylla C.K.Schneid.
- Rhamnus japonica Maxim.
- Rhamnus javanica Miq.
- Rhamnus kanagusukii Makino
- Rhamnus kayacikii Yalt. & P.H.Davis
- Rhamnus kurdica Boiss. & Hohen.
- Rhamnus kwangsiensis Y.L.Chen & P.K.Chou
- Rhamnus lamprophylla C.K.Schneid.
- Rhamnus lanceolata Pursh
- Rhamnus laoshanensis D.K.Zang
- Rhamnus ledermannii Lauterb.
- Rhamnus leptacantha C.K.Schneid.
- Rhamnus leptophylla C.K.Schneid.
- Rhamnus libanotica Boiss.
- Rhamnus liboensis Y.F.Deng
- Rhamnus liukiuensis (E.H.Wilson) Koidz.
- Rhamnus lojaconoi Raimondo
- Rhamnus ludovici-salvatoris Chodat
- Rhamnus lycioides L.
- Rhamnus maximovicziana J.J.Vassil.
- Rhamnus × mehreganii Alijanpoor & Khodayari
- Rhamnus microcarpa Boiss.
- Rhamnus mildbraedii Engl.
- Rhamnus minnanensis K.M.Li
- Rhamnus mollis Merr.
- Rhamnus mongolica Y.Z.Zhao & L.Q.Zhao
- Rhamnus myrtifolia Willk.
- Rhamnus nakaharae (Hayata) Hayata
- Rhamnus napalensis (Wall.) M.A.Lawson
- Rhamnus nigrescens Lauterb.
- Rhamnus nigricans Hand.-Mazz.
- Rhamnus ninglangensis Y.L.Chen
- Rhamnus nitida P.H.Davis
- Rhamnus oleoides L.
- Rhamnus orbiculata Bornm.
- Rhamnus papuana Lauterb.
- Rhamnus parvifolia Bunge
- Rhamnus pentapomica R.Parker
- Rhamnus persica Boiss.
- Rhamnus persicifolia Moris
- Rhamnus petiolaris Boiss. & Balansa
- Rhamnus philippinensis C.B.Rob.
- Rhamnus pichleri C.K.Schneid. & Bornm.
- Rhamnus pilushanensis Y.C.Liu & C.M.Wang
- Rhamnus × pissjaukovae O.A.Popova
- Rhamnus prinoides L'Hér.
- Rhamnus procumbens Edgew.
- Rhamnus prunifolia Sm.
- Rhamnus pulogensis Merr.
- Rhamnus pumila Turra
- Rhamnus punctata Boiss.
- Rhamnus purandharensis Bhandari & Bhansali
- Rhamnus purpurea Edgew.
- Rhamnus pyrella O.Schwarz
- Rhamnus qianweiensis Z.Y.Zhu
- Rhamnus rahiminejadii Alijanpoor & Assadi
- Rhamnus rhodopea Velen.
- Rhamnus rosei M.C.Johnst. & L.A.Johnst.
- Rhamnus rosthornii E.Pritz.
- Rhamnus rugulosa Hemsl.
- Rhamnus sargentiana C.K.Schneid.
- Rhamnus saxatilis Jacq.
- Rhamnus schlechteri Lauterb.
- Rhamnus seravschanica (Kom.) Kamelin
- Rhamnus serpyllacea Greuter & Burdet
- Rhamnus serrata Humb. & Bonpl. ex Schult.
- Rhamnus sibthorpiana Schult.
- Rhamnus smithii Greene
- Rhamnus songorica Gontsch.
- Rhamnus spathulifolia Fisch. & C.A.Mey.
- Rhamnus staddo A.Rich.
- Rhamnus standleyana C.B.Wolf
- Rhamnus subapetala Merr.
- Rhamnus sumatrensis Ridl.
- Rhamnus sumbawana Lauterb.
- Rhamnus tangutica J.J.Vassil.
- Rhamnus taquetii (H.Lév. & Vaniot) H.Lév.
- Rhamnus thymifolia Bornm.
- Rhamnus tonkinensis Pit.
- Rhamnus tortuosa Sommier & Levier
- Rhamnus triquetra (Wall.) Brandis
- Rhamnus tzekweiensis Y.L.Chen & P.K.Chou
- Rhamnus utilis Decne.
- Rhamnus velutina Boiss.
- Rhamnus virgata Roxb.
- Rhamnus wightii Wight & Arn.
- Rhamnus wilsonii C.K.Schneid.
- Rhamnus × woloszczakii Kárpáti
- Rhamnus wumingensis Y.L.Chen & P.K.Chou
- Rhamnus xizangensis Y.L.Chen & P.K.Chou
- Rhamnus yoshinoi Makino

Le specie in passato incluse nel sottogenere Frangula sono attualmente inquadrate come genere a sé stante.

## Specie principali

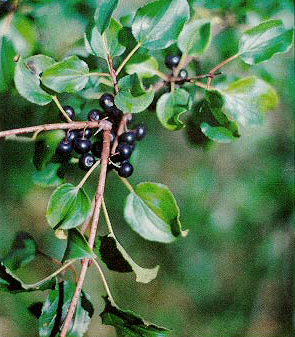
Rhamnus cathartica (spincervino)

R. cathartica (spincervino) è una specie europea ampiamente diffusa, utilizzata, soprattutto in passato, come lassativo, sebbene la sua tossicità la renda un rimedio medicinale molto pericoloso.
Introdotta negli Stati Uniti d'America come cespuglio da giardino, è divenuta una specie invasiva in molte aree.
Recentemente, si è scoperto che è un ospite primario dell'Aphis glycines (afide della soia), un insetto nocivo che danneggia le coltivazioni di soia in tutti gli USA.
Questi afidi utilizzano lo spincervino come pianta ospite nella stagione invernale, per poi disperdersi a primavera sui vicini campi di soia.
R. alaternus (Alaterno o Italian Buckthorn), una specie sempreverde del bacino del Mediterraneo, è divenuta un'infestante problematica in alcune parti della Nuova Zelanda, soprattutto nelle isole del Golfo di Hauraki.
R. tinctoria (Dyer's Buckthorn) è utilizzata, assieme all'asiatica R. utilis (Chinese Buckthorn), per produrre il colorante "verde Cina". 
Un'altra specie, R. saxatilis (Avignon Buckthorn) fornisce il colorante giallo bacca persiana, preparato dalle bacche.
La specie R. glandulosa (Sanguinho) è endemica delle isole della Macaronesia, dove si trova nelle foreste di laurisilva delle isole Madeira e Canarie.
Fra le specie nordamericane vi sono R. alnifolia (Alder-leaf Buckthorn), presente in tutto il continente,   e le sempreverdi  R. crocea (Hollyleaf Buckthorn) a ovest.
In Sudamerica, in Cile, il R. diffusus è un piccolo cespuglio nativo delle foreste temperate valdiviane.
Le piante del genere Rhamnus possono essere confuse con le piante del genere Cornus (in inglese dogwoods), che hanno la medesima venatura curvata delle foglie.
Infatti, "dogwood" è un nome locale per R. prinoides in Sudafrica, una pianta utilizzata per la produzione dell'idromele etiopico e nota come gesho in Etiopia. Le due piante si distinguono facilmente strappando lentamente una foglia: nel dogwood si osservano sottili stringhe di lattice bianco, che in Rhamnus non sono presenti.